# 卡蒂奧拉
卡蒂奧拉是西非國家科特迪瓦的城鎮，由邦達馬河谷區負責管轄，位於首府布瓦凱以北55公里，海拔高度304米，每年平均降雨量1,100至1,200毫米，鎮上有機場設施，2007年人口63,072。

## 外部連結
- MSN Map[永久]